# Westfield, Massachusetts

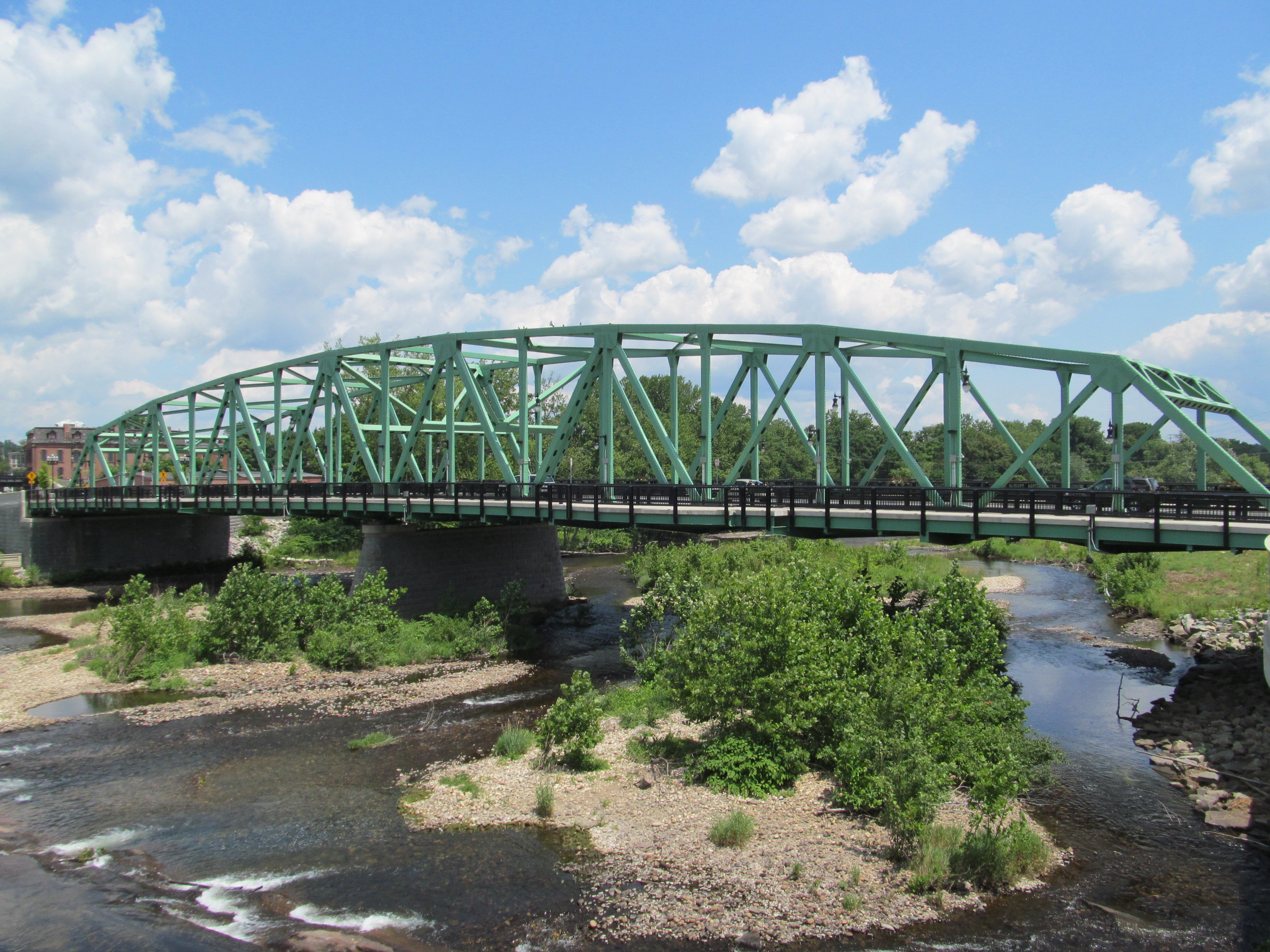

Westfield, Massachusetts là một thành phố thuộc quận Hampden trong tiểu bang thịnh vượng chung Massachusetts, Hoa Kỳ. Thành phố có tổng diện tích km², trong đó diện tích đất là km². Theo điều tra dân số Hoa Kỳ năm 2010, thành phố có dân số 41.094 người.
Westfield tọa ạc ở Thung lũng Pioneer Tây Massachusetts, Hoa Kỳ. Nó là một phần của khu vực thống kê đô thị Springfield, Massachusetts. 
Khu vực này ban đầu được nơi sinh sống của bộ tộc Pocomtuc, và được gọi là Woronoco (có nghĩa là "đất quanh co"). Các ngôi nhà buôn bán đã được xây dựng năm 1639-1640bởi người định cư từ các thuộc địa Connecticut. Massachusetts khẳng định thẩm quyền quản lý, và chiếm ưu thế sau khi một cuộc khảo sát ranh giới. Năm 1647, Massachusetts Woronoco một phần của Springfield, Massachusetts. Đất đai đã từng bước được mua từ người da đỏ.
Từ sáng lập của nó cho đến 1725, Westfield có dân định cư về phía tây thuộc địa Massachusetts. Các cuộc họp thị trấn đã được tổ chức trong một ngôi nhà thờ cuộc họp cho đến khi 1839 khi tòa thị chính được xây dựng trên phố Broad. Tòa nhà này cũng phục vụ như tòa thị chính trong giai đoạn 1920-1958. Do vùng đất phù sa của nó, các cư dân của khu vực này đã hoàn toàn dành cho các mục đích nông nghiệp cho khoảng 150 năm.